# Aaron Osmond

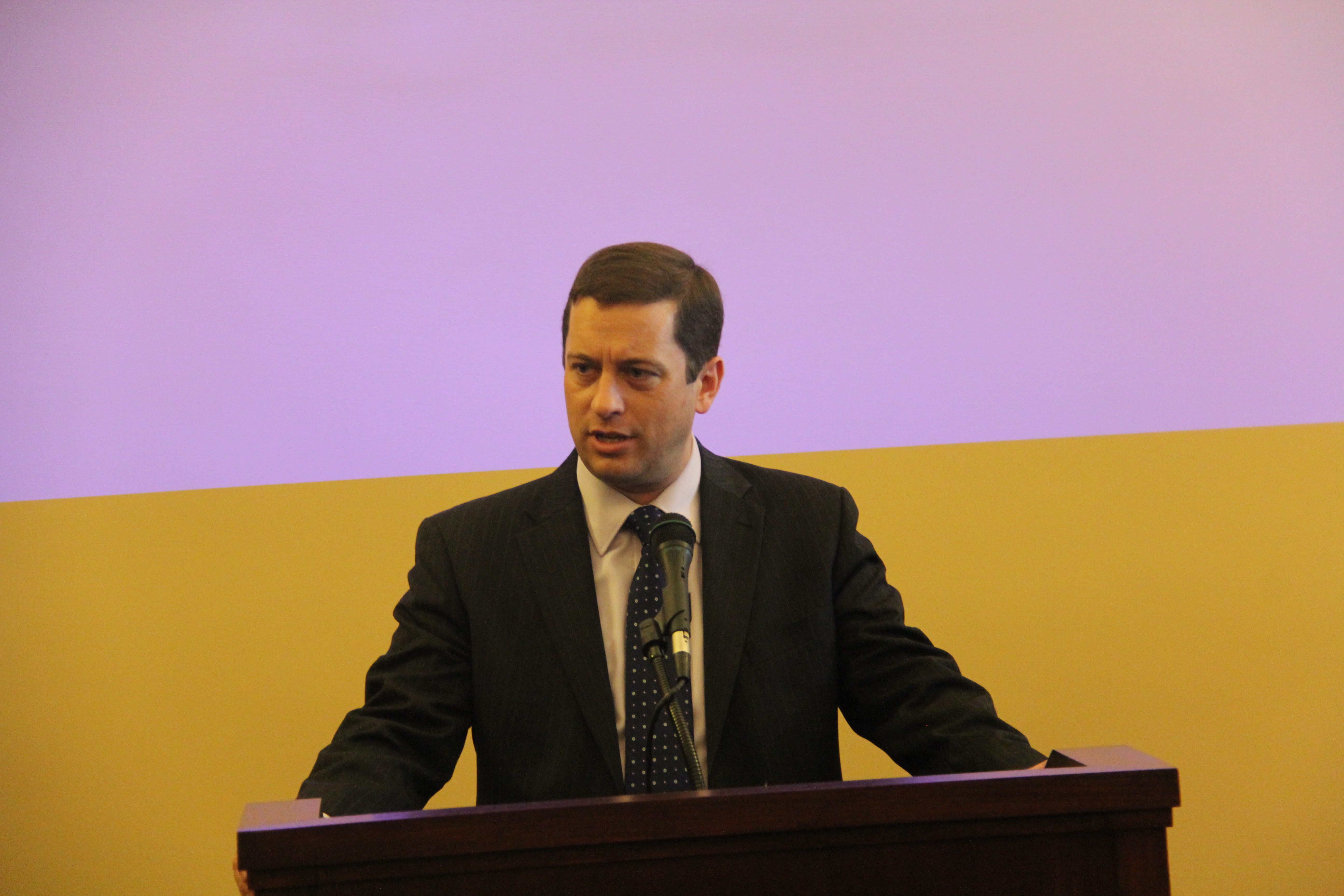
Aaron Osmond

Aaron Osmond (* in Provo, Utah) ist ein US-amerikanischer Politiker (Republikanische Partei).

## Leben
Aaron Osmond wuchs als ältester Sohn von Virl Osmond, einem Bruder der als The Osmonds bekannt gewordenen Musiker, in Provo auf. Er besuchte dort die Timpview High School. Nach Beendigung der Schule war er für zwei Jahre als Missionar für die Kirche Jesu Christi der Heiligen der Letzten Tage in Rom, Italien tätig. Wieder in Utah begann er für die WordPerfect Corporation, und nach deren Übernahmen durch Novell, für Novell zu arbeiten. Neben seiner Arbeit bei Novell studierte er an der University of Phoenix und erhielt einen Bachelor of Science in Business Management. Später wechselte Osmond zu Microsoft. 2006 kehrte er nach Utah zurück und war die nächsten annähernd sechs Jahre als CEO Real Estate Investor Education, LLC, einem kleinen Unternehmen im Immobiliengewerbe, tätig. Im April 2012 wechselte er zu Certiport und wurde Vizepräsident deren Abteilung North America Business Unit in American Fork.
Am 31. März 2011 wurde er für den Distrikt 10 in den Senat von Utah gewählt. Er besetzte damit den vakanten Sitz von Chris Buttars, der aus gesundheitlichen Gründen sein Mandat niedergelegt hatte, neu. Im April 2011 erfolgte seine Amtseinführung. Im November 2012 wurde Osmond erneut gewählt, diesmal für eine reguläre vierjährige Amtszeit.
Osmond ist verheiratet und hat fünf Kinder. Er lebt mit seiner Familie in South Jordan.